# 安如磐
安如磐（1507年—1568年），字子固，號膠泉，直隸常州府無錫縣（今屬江蘇省無錫市）人，明朝出版家。明朝豪商巨賈安國之次子，广西布政使司参政葛恒之女婿。

## 生平
安如磐生于明正德二年九月二十九日（1507年），为明朝巨富安国之次子。曾入太学，后继承其父安国之出版事业。

## 出版物
- 《念庵罗先生文集》四卷，（明）罗洪先撰，明嘉靖三十四年（1555年），藏于华东师范大学图书馆[7]。
- 《宛陵集》六十卷，（宋）梅尧臣撰，明嘉靖[8]。